# 新聖母主教座堂 (維多利亞)
维多利亚圣母无染原罪主教座堂，通常称为“新主教座堂”，是一座罗马天主教主教座堂，是天主教維多利亞教區的主教座堂。哥特复兴式建筑风格，位于西班牙巴斯克自治区维多利亚, 它建于20世纪上半叶。

## 历史

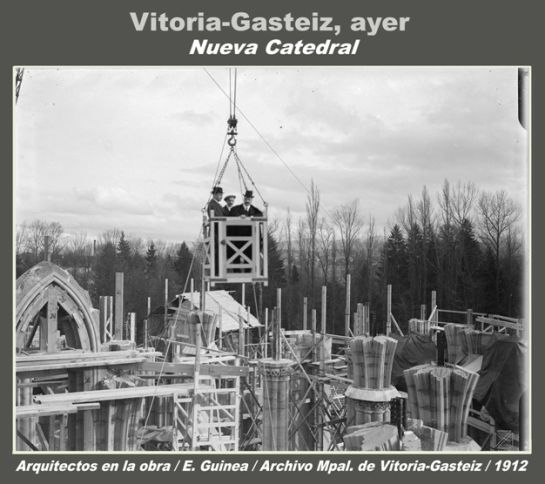
1912年施工中

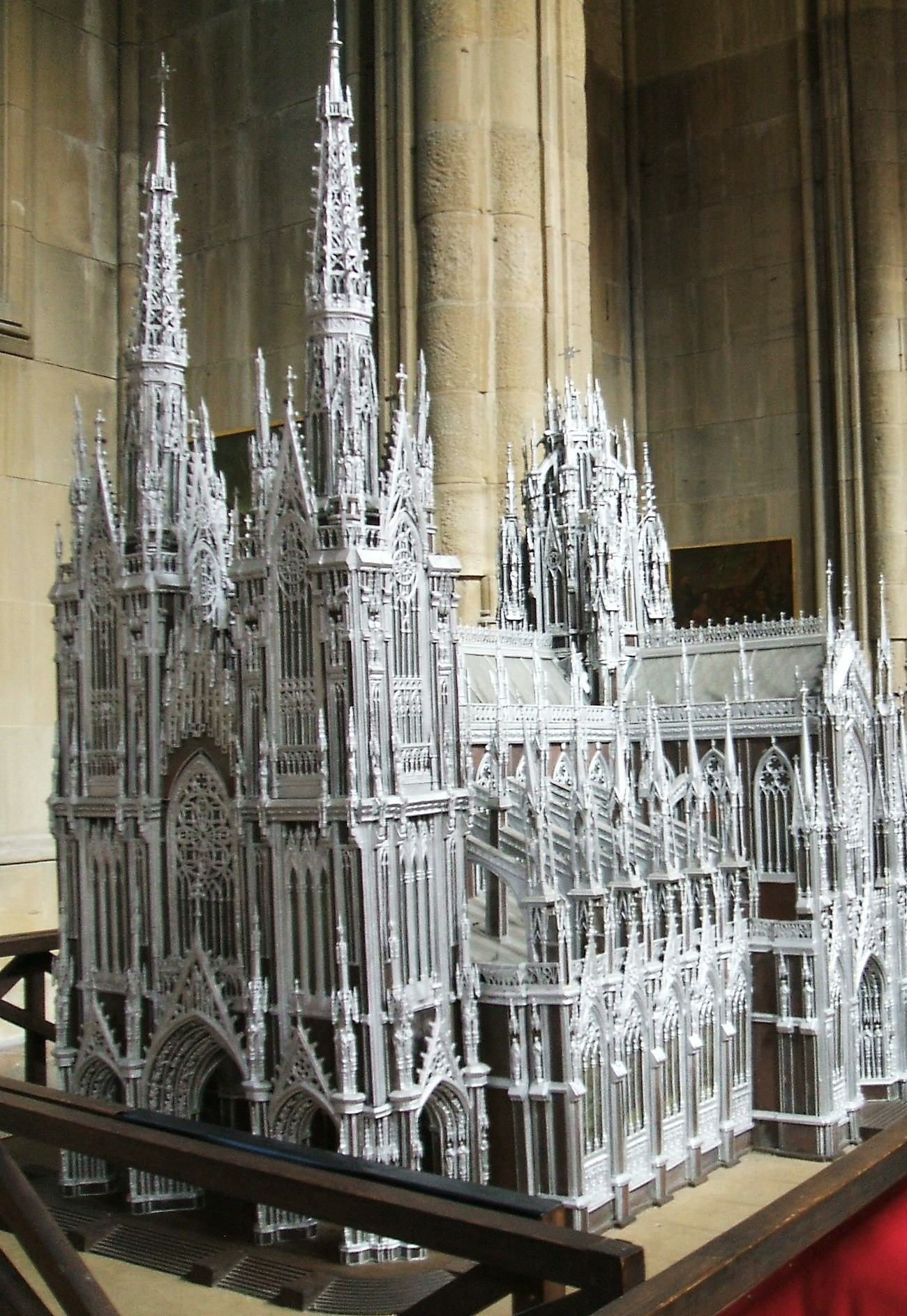
原设计模型

教堂于1907年8月4日开工，位于布里吉达斯Brígidas修道院所在地，在佛罗里达公园附近，由建筑师朱利安·阿普雷兹（Julián Apraiz）和Javier de Luque设计，得到当时的维多利亚主教何塞·卡德纳·埃莱塔的帮助。1914年第一次世界大战爆发，教堂长期停工，沦为废墟，上面长满了常春藤和杂草。直到1946年西班牙内战结束后，工程才重新开始。他们在经济上得到了卡梅洛·巴莱斯特·涅托主教的帮助，并由朱利安的儿子、建筑师米格尔·德·阿普拉伊兹·巴雷罗（Miguel de Apraiz Barreiro）指导。施工进展缓慢，尊重最初的风格，但融入了混凝土和人造石的新技术。1949年，回廊和耳堂的下部完工。到1952年，司祭席、北门和降低的钟楼建成。1960年至1963年间，安装了第一期制作的窗户，艺术家恩里克·蒙乔（Enrique Monjo）创作了回廊浮雕。1964年至1969年期间，主教座堂的其余部分由于使用新材料，没有增加外部飞扶壁进行加固。
1969年9月24日，尚未完工的教堂举行祝圣典礼，由教宗特使德拉卡枢机主礼，西班牙几位总主教和主教襄礼，国家元首弗朗西斯科·弗朗哥将军、他的妻子和几乎所有政府官员都在场。1973年教堂竣工，得益于阿拉瓦省议会、住房部的财政拨款和大量私人捐款，当时教区主教是弗朗西斯科·佩拉尔塔。

## 建筑
这座宏伟的建筑有5个中殿，两侧各有7个小堂，设有门廊、后殿、地下室和祭衣间。后殿门廊长118米。耳堂最宽处宽度为62米。高35米。它是西班牙的第二大教堂，仅次于塞维利亚主教座堂。拉丁十字平面。占地5750平方米，可容纳15万人。